# علم‌آباد (رفسنجان)
علم‌آباد (رفسنجان)، روستایی از توابع بخش مرکزی شهرستان رفسنجان در استان کرمان ایران است.

## جمعیت
این روستا در دهستان رزم آوران قرار دارد و براساس سرشماری مرکز آمار ایران در سال ۱۳۸۵، جمعیت آن ۴۰۹ نفر (۱۰۹خانوار) بوده‌است.